# Psylla rigida
Psylla rigida är en insektsart som beskrevs av Yang 1984. Psylla rigida ingår i släktet Psylla och familjen rundbladloppor. Inga underarter finns listade i Catalogue of Life.